# Oroscopa abscisa
Oroscopa abscisa är en fjärilsart som beskrevs av William Schaus 1913. Oroscopa abscisa ingår i släktet Oroscopa och familjen nattflyn. Inga underarter finns listade i Catalogue of Life.